# Konstantinos Th. Dimaras
Konstantinos Thiseos Dimaras Κωνσταντίνος Θησέως Δημαράς, auch in der Transkription: Konstantinos Theseos Demaras (* 21. Mai 1904 in Athen; † 18. Februar 1992 in Paris) war ein griechischer Literaturwissenschaftler und Neogräzist und Professor für neugriechische Literatur an der Aristoteles-Universität Thessaloniki und der Universität Paris IV-Sorbonne.

## Leben
Dimaras begann zunächst ein Medizinstudium, schrieb sich dann jedoch an der Philosophischen Schule der Universität Athen ein, um später an die Universität Thessaloniki zu wechseln. Dort absolvierte er sein erstes Abschlussexamen (πτυχίο) und wurde er promoviert. Später wurde er dort zum Professor für neugriechische Literatur ernannt. Seit 1951 war er Generaldirektor der Staatlichen Stipendienstiftung (Ίδρυμα Kρατικών Yποτροφιών Idrima Kratikon Ipotrofion) und seit 1961 Leitender Berater des Nationalen (seinerzeit Königlichen) Forschungszentrums (Eθνικόν - τότε Bασιλικόν - Ίδρυμα Eρευνών Ethnikon - tote Basilikon - Idrima Erewnon) im Bereich der neugriechischen Literatur. 1967 wurde er jedoch von der Militärjunta aus beiden Ämtern entfernt und nahm 1970 einen Ruf der Sorbonne auf den Lehrstuhl für neugriechische Literatur, verbunden mit der Leitung des Instituts für neugriechische Literatur (Institut néo-hellénique de Paris IV-Sorbonne), an, den er bis 1978 innehatte.
Dimaras ist einer der Pioniere der Erforschung der neugriechischen Aufklärung. Besondere Aufmerksamkeit hat er dem Historiker Konstantinos Paparrigopoulos gewidmet (eine kleinere Arbeit betrifft eine Lebensbeschreibung des Malers Dionysios von Phourna). Die Forschungen zur griechischen Aufklärung sind in vollem Umfang in sein Hauptwerk eingegangen, eine Geschichte der neugriechischen Literatur. Eine weitere Monographie beschäftigt sich mit der griechischen Romantik. Darüber hinaus hat er auch in Zeitungen und Zeitschriften wie Eλληνικά Γράμματα Ellinika grammata und Πρωΐα Proïa, vor allem aber in Tο Bήμα To Vima und Nέα Eστία Nea Estia Beiträge veröffentlicht und griechische Literatur ins Französische übersetzt, so zusammen mit Marguerite Yourcenar den alexandrinischen Dichter Konstantinos Kavafis.

## Schriften (Auswahl)
- Θεοφάνους του εξ Αγράφων βίος Διονυσίου του εκ Φούρνα. in: Ελληνικά 10, 1937–38, 273–279.
- Ιστορία της νεοελληνικής λογοτεχνίας. 1. Aufl. 1948, Ικαρος, Athen, 1975, Γνώση, Athen, 2000.
  - Französische Übersetzung: Histoire de la littérature néo-hellénique – des origines à nos jours. Collection de l'Institut Français d'Athènes, Athen.
  - Englische Übersetzung: A History of Modern Greek Literature. State University of New York Press, Albany (New York), 1972 (online).
- (Hrsg.): Kωνσταντίνος Παπαρρηγόπουλος, Προλεγόμενα. Ερμής, Athen, 1970.
- (Hrsg., mit Peter Wirth): Serta neograeca. Amsterdamer Beiträge zur neugriechischen Literatur, Geschichte und Kunst. Hakkert, Amsterdam, 1975.
- Constantin Cavafy: Poèmes. Traduits par Marguerite Yourcenar et Constantin Dimaras, 1978.
- Ελληνικός Ρομαντισμός. Ερμής, Αθήνα, zuletzt 1994.
- Ο Νεοελληνικός Διαφωτισμός. Ερμής, Athen, 1977, 2. Auflage 1993, zuletzt 2002.
- Kωνσταντίνος Παπαρρηγόπουλος: H Eποχή του – H Zωή του – Tο Έργο του.